# Meyer Michaelson
Meyer Michaelson (* um 1810 in Danzig; † um 1865 in London) war ein deutscher Genre- und Porträtmaler der Düsseldorfer Schule.

## Leben
Michaelson studierte um 1830 in Berlin sowie von 1832/1833 bis 1835/1836 an der Kunstakademie Düsseldorf Malerei. Dort war Theodor Hildebrandt sein Lehrer. Von 1833 bis 1835 stellte er in Düsseldorf aus. Als er im Schuljahr 1835/1836 länger ausblieb, verlor er seine Stelle an der Düsseldorfer Akademie. Michaelson machte sich vor allem einen Namen als Genremaler, seinen Darstellungen verlieh er erzählerischen und komischen Gehalt. Ferner war er Porträtist. Außer in Danzig und Düsseldorf wirkte er in Königsberg (Preußen) und in London.